# Evangelische Kirche (Düdelsheim)

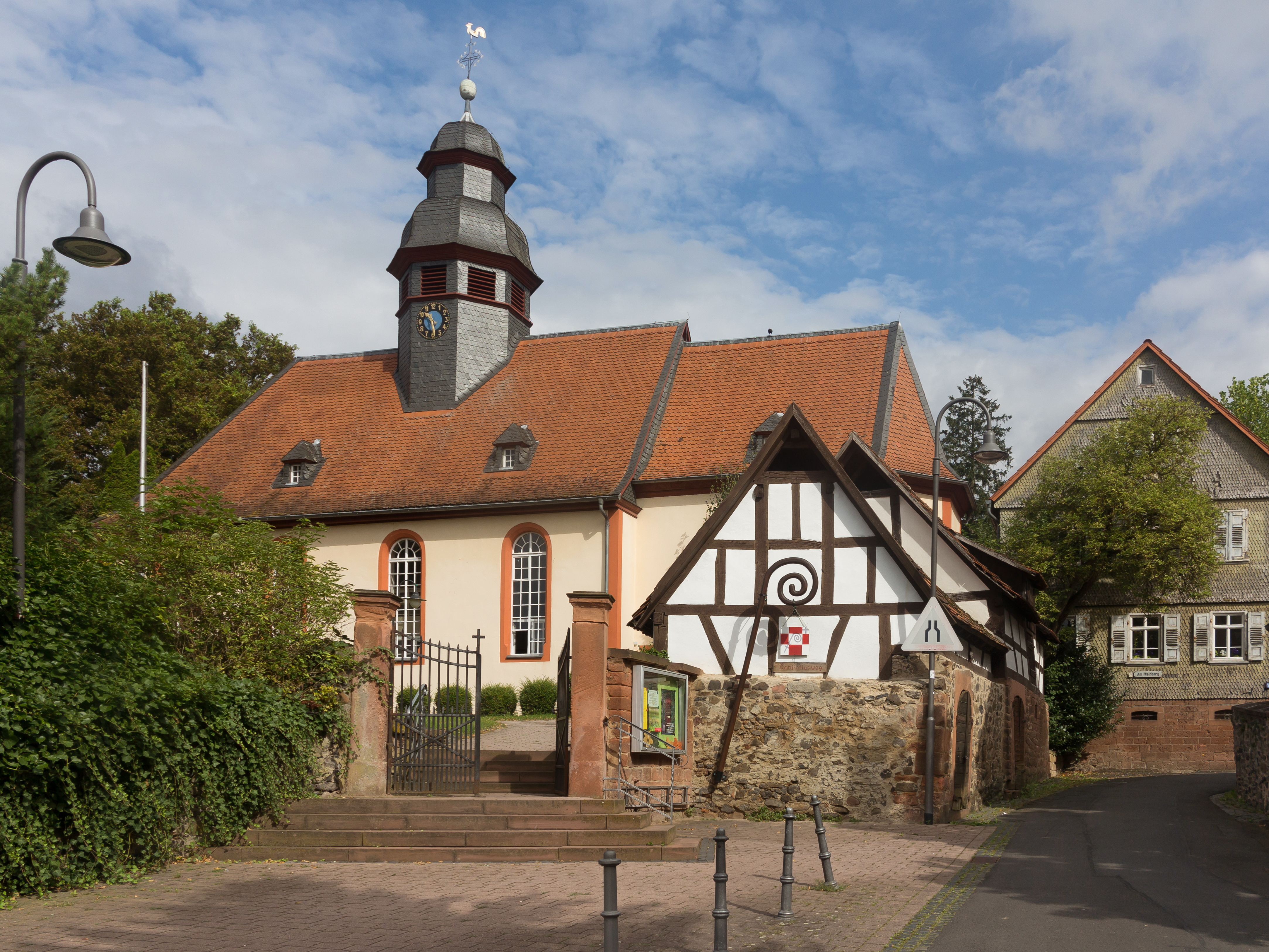
Evangelische Kirche (Düdelsheim)

Die Evangelische Kirche Düdelsheim ist ein denkmalgeschütztes Kirchengebäude, das in Düdelsheim steht, einem Stadtteil von Büdingen im Wetteraukreis in Hessen. Die Kirchengemeinde gehört zum Dekanat Büdinger Land in der Propstei Oberhessen der Evangelischen Kirche in Hessen und Nassau.

## Beschreibung
Aus einer Urkunde von 1191 geht hervor, dass sich an der Stelle der heutigen Saalkirche, die im 14./15. Jahrhundert gebaut wurde, bereits eine Kapelle befand. Der eingezogene Chor ist der älteste Teil der heutigen Kirche. Das Kirchenschiff mit den Bogenfenstern wurde 1859 errichtet. Im Jahr 1919 wurde die Kirche durch einen Brand bis auf die Grundmauern zerstört. Der Wiederaufbau der Kirche und die neue Einrichtung der Innenausstattung erfolgte in den Jahren von 1920 bis 1921.
Aus dem Satteldach des Kirchenschiffs erhebt sich ein achteckiger, schiefergedeckter, mit einer zweifach gestuften glockenförmigen Haube bedeckter Dachreiter, der die Turmuhr und den Glockenstuhl beherbergt, in dem drei Kirchenglocken der Glocken- und Kunstgießerei Rincker hängen. Über dem Portal, im Innenraum über der rückwärtigen Empore befindet sich eine Fensterrose.
Bei der Renovierung im Jahr 1983 wurden Wandmalereien aus der Zeit vor der Reformation freigelegt. Die neobarocke Kanzel wurde 1920 von den Isenburgs gestiftet, die das damalige Kirchenpatronat innehatten. Die Orgel mit 17 Registern, zwei Manualen und einem Pedal wurde 1921 von der Förster & Nicolaus Orgelbau gebaut und 2011 vom selben Orgelbauer restauriert.
Das Areal des Kirchhofs und der direkt angrenzende Friedhof werden von einer historischen Mauer umschlossen und terrassiert. Ein Kriegerdenkmal mit einem knienden Soldaten und einer halbrunden Wand mit eingelassenen Namenstafeln, ist im südlichen Außenbereich für die Gefallenen Düdelsheimer errichtet worden.